# Nant-le-Petit
 Nant-le-Petit  es una población y comuna francesa, en la región de Lorena, departamento de Mosa, en el distrito de Bar-le-Duc y cantón de Ligny-en-Barrois.

## Demografía
| 102 | 87 | 76 | 75 | 106 | 91 |
| Para los censos de 1962 a 1999 la población legal corresponde a la población sin duplicidades (Fuente: INSEE [Consultar]) |    |    |    |     |    |